# Det svarta fåret
Det svarta fåret (engelska: So Dear to my Heart) är en delvis animerad amerikansk långfilm från 1949 av Walt Disney Productions, baserad på barnboken Midnight and Jeremiah av Sterling North. Filmen hade biopremiär i USA den 19 januari 1949 och släpptes den 21 juni 2003 på DVD i region 2.

## Handling
Filmen om pojken Jeremiah Kincaid, som lever på en bondgård, och hans svarta får Danny, som han har tagit hand om.

## Rollista (i urval)
- Bobby Driscoll – Jeremiah "Jerry" Kincaid
- Luana Patten – Tildy
- Burl Ives – farbror Hiram Douglas
- Beulah Bondi – farmor Kincaid
- Harry Carey – huvuddomare på marknad
- Raymond Bond – Pete Grundy
- Walter Soderling – farfar Meeker
- Matt Willis – Mr. Burns
- Spelman B. Collins – domare
- Bob Haymes – sig själv

### Fotnoter
1. ↑  Leonard Maltin, The Disney Films, Crown Publishing Group, 1984, s. 85, ISBN 978-0-517-55407-4.[källa från Wikidata]
2. ↑  ”Det svarta fåret”. Disneyania. 19 mars 1949. http://www.d-zine.se/filmer/svartafaaret.htm. Läst 20 augusti 2016.